# Physalis acutifolia
Physalis acutifolia es una especie de planta herbácea perteneciente a la familia de las solanáceas. Se encuentra en el sudoeste de los Estados Unidos desde California a Texas, y norte de México, donde se pueden encontrar en muchos tipos de hábitat, incluyendo las áreas perturbadas. A veces es una mala hierba que brota en los campos agrícolas, pero en general no es maleza en los hábitats salvajes.

## Descripción
Es una hierba anual con un tallo ramificado de hasta un metro de altura. Las hojas en forma de lanza, ovaladas de hasta 12 centímetros de largo y con los bordes  con dientes poco profundos. La hoja está cubierta de pelos finamente adpreso plana contra la superficie. Las flores que crecen en las axilas de las hojas son redondas a veces de más de 2 centímetros de ancho. Son de color blanco a amarillo pálido con grandes centros de color amarillo brillante. Los cinco estambres son cada punta con una antera de aproximadamente 3 milímetros de largo. El  fruto es una baya.

## Taxonomía
Physalis acutifolia fue descrita por (Miers) Sandwith y publicado en Kew Bulletin 14: 232, en el año 1960.
Sinonimia
- Physalis wrightii A.Gray
- Saracha acutifolia Miers[3]